# Cabañas (Zacapa)
Cabañas ist ein Ort und ein Municipio im Departamento Zacapa in Guatemala. Der Ort liegt rund 150 km nordöstlich von Guatemala-Stadt und 35 km westlich der Stadt Zacapa unweit der Atlantikfernstraße CA 9 auf 230 m Höhe.
Das 136 km² große Municipio liegt im Westen Zacapas und erstreckt sich vom Tal des Río Motagua in die südlich davon liegenden Berge. Es hat insgesamt knapp 15.000 Einwohner, von denen der größte Teil Ladinos sind. Das Municipio besteht neben dem Hauptort Cabañas aus 19 „Landgemeinden“ (Aldeas) und weiteren Weilern. Hauptwirtschaftszweige sind die Landwirtschaft, das Handwerk und der Dienstleistungssektor.
Angrenzende Municipios sind Usumatlán im Norden, Huité im Osten und San Diego im Süden. Im Westen grenzt Cabañas an die Departamentos El Progreso und Jalapa, im Südosten auch an Chiquimula.